# Hockey op de Olympische Zomerspelen 1988
Hockey is een van de sporten die beoefend werden tijdens de Olympische Zomerspelen 1988 in Seoel.

## Heren
De 12 deelnemende teams werden over twee groepen verdeeld, die een halve competitie speelden, de groepwinnaars en de nummers 2 plaatsten zich voor de halve finales, nummers 3 en 4 voor de strijd om de 5de plaats.

### Voorronde

#### Groep A
| datum        | land       | uitslag | land       |
| ------------ | ---------- | ------- | ---------- |
| 18 september | Pakistan   | 5 – 1   | Spanje     |
| 18 september | Nederland  | 5 – 1   | Argentinië |
| 18 september | Australië  | 7 – 1   | Kenia      |
| 20 september | Australië  | 4 – 0   | Argentinië |
| 20 september | Nederland  | 1 – 1   | Spanje     |
| 20 september | Pakistan   | 8 – 0   | Kenia      |
| 22 september | Pakistan   | 2 – 1   | Argentinië |
| 22 september | Kenia      | 2 – 4   | Spanje     |
| 22 september | Australië  | 3 – 2   | Nederland  |
| 24 september | Nederland  | 2 – 1   | Kenia      |
| 24 september | Australië  | 4 – 0   | Pakistan   |
| 24 september | Argentinië | 1 – 0   | Spanje     |
| 26 september | Australië  | 1 – 0   | Spanje     |
| 26 september | Argentinië | 5 – 1   | Kenia      |
| 26 september | Nederland  | 2 – 0   | Pakistan   |

| Rang | Land       | Wed | W | G | V | DV | DT |     | Ptn |
| ---- | ---------- | --- | - | - | - | -- | -- | --- | --- |
| 1    | Australië  | 5   | 5 | 0 | 0 | 19 | 3  | 16  | 10  |
| 2    | Nederland  | 5   | 3 | 1 | 1 | 12 | 6  | 6   | 7   |
| 3    | Pakistan   | 5   | 3 | 0 | 2 | 15 | 8  | 7   | 6   |
| 4    | Argentinië | 5   | 2 | 0 | 3 | 8  | 12 | -4  | 4   |
| 5    | Spanje     | 5   | 1 | 1 | 3 | 6  | 10 | -4  | 3   |
| 6    | Kenia      | 5   | 0 | 0 | 5 | 5  | 26 | -21 | 0   |

#### Groep B
| datum        | land             | uitslag | land           |
| ------------ | ---------------- | ------- | -------------- |
| 18 september | Sovjet-Unie      | 1 – 0   | India          |
| 18 september | West-Duitsland   | 3 – 1   | Canada         |
| 18 september | Groot-Brittannië | 2 – 2   | Zuid-Korea     |
| 20 september | Groot-Brittannië | 3 – 0   | Canada         |
| 20 september | West-Duitsland   | 1 – 1   | India          |
| 20 september | Sovjet-Unie      | 3 – 1   | Zuid-Korea     |
| 22 september | Zuid-Korea       | 1 – 3   | India          |
| 22 september | Sovjet-Unie      | 0 – 0   | Canada         |
| 22 september | Groot-Brittannië | 1 – 2   | West-Duitsland |
| 24 september | West-Duitsland   | 1 – 0   | Zuid-Korea     |
| 24 september | Groot-Brittannië | 3 – 1   | Sovjet-Unie    |
| 24 september | Canada           | 1 – 5   | India          |
| 26 september | West-Duitsland   | 6 – 0   | Sovjet-Unie    |
| 26 september | Groot-Brittannië | 3 – 0   | India          |
| 26 september | Canada           | 1 – 1   | Zuid-Korea     |

| Rang | Land             | Wed | W | G | V | DV | DT |    | Ptn |
| ---- | ---------------- | --- | - | - | - | -- | -- | -- | --- |
| 1    | West-Duitsland   | 5   | 4 | 1 | 0 | 13 | 3  | 10 | 9   |
| 2    | Groot-Brittannië | 5   | 3 | 1 | 1 | 12 | 5  | 7  | 7   |
| 3    | India            | 5   | 2 | 1 | 2 | 9  | 7  | 2  | 5   |
| 4    | Sovjet-Unie      | 5   | 2 | 1 | 2 | 5  | 10 | -5 | 5   |
| 5    | Zuid-Korea       | 5   | 0 | 2 | 3 | 5  | 10 | -5 | 2   |
| 6    | Canada           | 5   | 0 | 2 | 3 | 3  | 12 | -9 | 2   |

### Plaatsingswedstrijden

#### 9de t/m 12de plaats
| datum        | land       | uitslag | land   |
| ------------ | ---------- | ------- | ------ |
| 28 september | Spanje     | 2 – 0   | Canada |
| 28 september | Zuid-Korea | 5 – 2   | Kenia  |

#### 11de-12de plaats
| datum        | land   | uitslag | land  |
| ------------ | ------ | ------- | ----- |
| 29 september | Canada | 3 – 1   | Kenia |

#### 9de-10de plaats
| datum        | land   | uitslag | land       |
| ------------ | ------ | ------- | ---------- |
| 29 september | Spanje | 2 – 0   | Zuid-Korea |

#### 5de t/m 8ste plaats
| datum        | land     | uitslag | land        |
| ------------ | -------- | ------- | ----------- |
| 28 september | Pakistan | 1 – 0   | Sovjet-Unie |
| 28 september | India    | 6 – 6   | Argentinië  |

India wint na verlengingen de strafballenserie met 4-3.

#### 7de-8ste plaats
| datum        | land        | uitslag | land       |
| ------------ | ----------- | ------- | ---------- |
| 30 september | Sovjet-Unie | 4 – 1   | Argentinië |

#### 5de-6de plaats
| datum        | land  | uitslag | land     |
| ------------ | ----- | ------- | -------- |
| 30 september | India | 1 – 2   | Pakistan |

### Halve Finales
| datum        | land           | uitslag | land             |
| ------------ | -------------- | ------- | ---------------- |
| 28 september | Australië      | 2 – 3   | Groot-Brittannië |
| 28 september | West-Duitsland | 2 – 1   | Nederland        |

### Bronzen Finale
| datum     | land      | uitslag | land      |
| --------- | --------- | ------- | --------- |
| 1 oktober | Australië | 1 – 2   | Nederland |

### Finale
| datum     | land           | uitslag | land             |
| --------- | -------------- | ------- | ---------------- |
| 1 oktober | West-Duitsland | 1 – 3   | Groot-Brittannië |

### Eindrangschikking
| rang   | land | sporter(s) |
| ------ | ---- | --- |
| Goud   | GBR  | Ian Taylor, Veryan Pappin, David Faulkner, Paul Barber, Stephen Martin, Jon Potter, Richard Dodds, Martyn Grimley, Stephen Batchelor, Richard Leman, Jimmy Kirkwood, Kulbir Bhaura, Sean Kerly, Robert Clift, Imran Sherwani, Russell Garcia                                                                    |
| Zilver | FRG  | Christian Schliemann, Tobias Frank, Ulrich Hänel, Carsten Fischer, Andreas Mollandin, Ekkhard Schmidt-Opper, Dirk Brinkmann, Heiner Dopp, Stefan Blöcher, Andreas Keller, Thomas Reck, Thomas Brinkmann, Hanns-Henning Fastrich, Michael Hilgers, Volker Fried, Michael Metz                                    |
| Brons  | NED  | Frank Leistra, Marc Benninga, Cees Jan Diepeveen, Maurits Crucq, René Klaassen, Hendrik Jan Kooijman, Marc Delissen, Jacques Brinkman, Gert Jan Schlatmann, Tim Steens, Floris Jan Bovelander, Patrick Faber, Ronald Jansen, Hidde Kruize, Erik Parlevliet, Taco van den Honert                                 |
| 4      | AUS  | Craig Davies, Colin Batch, John Bestall, Warren Birmingham, Ric Charlesworth, Andrew Deane, Michael York, Mark Hager, Jay Stacy, Neil Hawgood, Peter Noel, Graham Reid, Roger Smith, Neil Snowden, David Wansbrough, Ken Wark                                                                                   |
| 5      | PAK  | Mansoor Ahmed, Nasir Ali, Qazi Mohib-Ur-Rehman, Aamir-Zafar, Ishtiaq Ahmed, Naeem Akhtar, Qamar Ibrahim, Shahbaz Ahmed, Tariq Sheikh, Zahid Sharif, Khalid Hamid, Rizwan Munir, Khalid Bashir, Naeem Amjad, Tahir Zaman, Musaddiz Hussain                                                                       |
| 6      | IND  | Sommayya Maneypande, Rajinder Singh, Pargat Singh, Ashok Kumar, Mohinder Pal Singh, Vivek Singh, Sujit Kumar, Subrami Balanda Kalaiash, Mohammed Shahid, Sebastian Jude Felix, Balwinder Singh, Mervyn Fernandis, Thoiba Singh, Gundeep Kumar, Jagbir Singh, Mark Patterson                                     |
| 7      | URS  | Vladimir Plesjakov, Viktor Depoetatov, Igor Joeltsjijev, Sos Airapetjan, Nikolai Sankovets, Vladimir Antakov, Vjatsjeslav Tsjetsjenov, Igor Atanov, Sergej Sjachvorostov, Sergej Plesjakov, Mikhail Nitsjepoerenko, Aleksandr Domatsjev, Igor Davydov, Aleksandr Mjasnikov, Jevgeni Netsjajev, Mikhail Boekatin |
| 8      | ARG  | Otto Schmitt, Alejandro Siri, Miguel Altube, Marcelo Mascheroni, Marcelo Garraffo, Edgardo Pailos, Alejandro Doherty, Aldo Ayala, Carlos Geneyro, Gabriel Minadeo, Alejandro Verga, Fernando Ferrara, Emanuel Roggero, Franco Nicola, Martin Sordelli, Mariano Silva                                            |
| 9      | ESP  | Miguel Rovira, Ignacio Escudé, Joaquin Malgosa, Andres Gomez, Juan García, Jaime Armengol, Juan Peon, Juan Malgosa, Jaime Escudé, Javier Escudé, Jorge Oliva, Miguel Ortego, Miguel de Paz, Eduardo Fabregas, Jose Antonio Iglesias, Santiago Grau                                                              |
| 10     | KOR  | Song Suk-chan, Kim Young-joon, Kim Jong-kap, Chung Boo-jin, Chung Kye-suk, Kim Jae-chun, Kwon Soon-pil, Mo Ji-young, Ji Jae-kwan, Kim Man-whe, Han Jin-soo, Lee Heung-pyo, Hur Sang-young, Park Jae-sik, Yoo-Seung-jin, Shin Suk-kyun                                                                           |
| 11     | CAN  | Michael Rutledge, Hargurnek Sandhu, Rick Albert, Patrick Burrows, Satinder Chohan, Christopher Gifford, Wayne Grimmer, Ranjeet Rai, Peter Milkovich, Trevor Porritt, Robert Bird, Douglas Harris, Michael Muller, Pasouale Caruso, Ajay Dube, Ken Goodwin                                                       |
| 12     | KEN  | Paul Sewe Omany, Parminder Saini, Roy Odhier, Charles Oguk, John Eliud Okoth, Michael Omondi, Sam Ngoyo, Peter Akatsa, Sanjiwan Goyal, Chris Otambo, Lucas Alubaha, Victor Owino, Samson Oriso, Inderjit Matharu, Samson Muange, Julius Mutua                                                                   |

## Dames
De 8 deelnemende teams werden over twee groepen verdeeld, die een halve competitie speelden, de groepwinnaars en de nummers 2 plaatsten zich voor de halve finales, nummers 3 en 4 voor de strijd om de 5de plaats.

### Voorronde

#### Groep A
| datum        | land             | uitslag | land             |
| ------------ | ---------------- | ------- | ---------------- |
| 21 september | Argentinië       | 0 – 1   | Groot-Brittannië |
| 21 september | Nederland        | 3 – 1   | Verenigde Staten |
| 23 september | Nederland        | 5 – 1   | Groot-Brittannië |
| 23 september | Argentinië       | 2 – 1   | Verenigde Staten |
| 25 september | Verenigde Staten | 2 – 2   | Groot-Brittannië |
| 25 september | Nederland        | 1 – 0   | Argentinië       |

| Rang | Land             | Wed | W | G | V | DV | DT |    | Ptn |
| ---- | ---------------- | --- | - | - | - | -- | -- | -- | --- |
| 1    | Nederland        | 3   | 3 | 0 | 0 | 9  | 2  | 7  | 6   |
| 2    | Groot-Brittannië | 3   | 1 | 1 | 1 | 4  | 7  | -3 | 3   |
| 3    | Argentinië       | 3   | 1 | 0 | 2 | 2  | 3  | -1 | 2   |
| 4    | Verenigde Staten | 3   | 0 | 1 | 2 | 4  | 7  | -3 | 1   |

#### Groep B
| datum        | land       | uitslag | land           |
| ------------ | ---------- | ------- | -------------- |
| 21 september | Zuid-Korea | 4 – 1   | West-Duitsland |
| 21 september | Australië  | 1 – 1   | Canada         |
| 23 september | Australië  | 1 – 0   | West-Duitsland |
| 23 september | Zuid-Korea | 3 – 1   | Canada         |
| 25 september | Canada     | 1 – 2   | West-Duitsland |
| 25 september | Australië  | 5 – 5   | Zuid-Korea     |

| Rang | Land           | Wed | W | G | V | DV | DT |    | Ptn |
| ---- | -------------- | --- | - | - | - | -- | -- | -- | --- |
| 1    | Zuid-Korea     | 3   | 2 | 1 | 0 | 12 | 7  | 5  | 5   |
| 2    | Australië      | 3   | 1 | 2 | 0 | 7  | 6  | 1  | 4   |
| 3    | West-Duitsland | 3   | 1 | 0 | 2 | 3  | 6  | -3 | 2   |
| 4    | Canada         | 3   | 0 | 1 | 2 | 3  | 6  | -3 | 1   |

### Plaatsingswedstrijden

#### 5de t/m 8ste plaats
| datum        | land           | uitslag | land             |
| ------------ | -------------- | ------- | ---------------- |
| 27 september | Argentinië     | 1 – 3   | Canada           |
| 27 september | West-Duitsland | 2 – 1   | Verenigde Staten |

#### 7de-8ste plaats
| datum        | land             | uitslag | land       |
| ------------ | ---------------- | ------- | ---------- |
| 29 september | Verenigde Staten | 1 – 3   | Argentinië |

#### 5de-6de plaats
| datum        | land           | uitslag | land   |
| ------------ | -------------- | ------- | ------ |
| 29 september | West-Duitsland | 4 – 2   | Canada |

### Halve Finales
| datum        | land       | uitslag | land             |
| ------------ | ---------- | ------- | ---------------- |
| 27 september | Nederland  | 2 – 3   | Australië        |
| 27 september | Zuid-Korea | 1 – 0   | Groot-Brittannië |

### Bronzen Finale
| datum        | land      | uitslag | land             |
| ------------ | --------- | ------- | ---------------- |
| 30 september | Nederland | 3 – 1   | Groot-Brittannië |

### Finale
| datum        | land      | uitslag | land       |
| ------------ | --------- | ------- | ---------- |
| 30 september | Australië | 2 – 0   | Zuid-Korea |

### Eindrangschikking
| rang   | land | sporter(s) |
| ------ | ---- | --- |
| Goud   | AUS  | Kathleen Partridge, Elspeth Clement, Liane Tooth, Loretta Dorman, Lorraine Hillas, Michelle Capes, Sandra Pisani, Debbie Bowman, Lee Capes, Kim Small, Sally Carbon, Jackie Pereira, Tracey Belbin, Rechelle Hawkes, Sharon Buchanan, Maree Fish                                                       |
| Zilver | KOR  | Kim Mi-sun, Han Ok-kyung, Chang Eun-jung, Han Keum-sil, Choi Choon-ok, Kim Soon-duk, Chung Sang-hyun, Jin Won-sim, Hwang Keum-sook, Cho Ki-hyang, Seo Kwang-mi, Park Soon-ja, Kim Young-sook, Seo Hyo-sun, Lim Kye-sook, Chung Eun-Kyung                                                               |
| Brons  | NED  | Det de Beus, Yvonne Buter, Willemien Aardenburg, Laurien Willemse, Marjolein Bolhuis-Eijsvogel, Lisanne Lejeune, Carina Benninga, Annemieke Fokke, Ingrid Wolff, Marieke van Doorn, Sophie von Weiler, Aletta van Manen, Noor Holsboer, Helen Lejeune-van der Ben, Martine Ohr, Anneloes Nieuwenhuizen |
| 4      | GBR  | Gill Atkins, Wendy Banks, Gill Brown, Karen Brown, Mary Nevill, Julie Cook, Vickey Dixon, Wendy Fraser, Barbara Hambly, Caroline Jordan, Violet McBride, Moira MacLeod, Caroline Brewer, Jane Sixsmith, Kate Parker, Alison Ramsay                                                                     |
| 5      | FRG  | Pia Büchel, Susanne Leonie Schmid, Carola Hoffmann, Heike Gehrmann, Dagmar Bremer, Gabriele Uhlenbruck, Viola Grahl, Bettina Blumenberg, Gaby Appel, Martina Hallmen, Christine Ferneck, Silke Wehrmeister, Caren Jungjohann, Eva Hegener, Susanne Wollschläger, Gabriela Schöwe                       |
| 6      | CAN  | Sharon Bayes, Wendy Baker, Deb Covey, Lisa Lyn, Laura Branchaud, Sandra Levy, Kathryn Johnson, Melanie Slade, Penney Cooper, Shona Schleppe, Michelle Conn, Liz Czenczek, Sheila Forshaw, Nancy Charlton, Sara Ballantyne, Sharon Creelman                                                             |
| 7      | ARG  | Laura Mulhall, Cecilia Colombo, Marisa López, Alejandra Tucat, Victoria Carbo, Fabiana Ricchezza, Gabriela Liz, Gabriela Sánchez, Moira Brinnand, Marcela Hussey, Alejandra Palma, Laura Ormaechea, Veronica Bengochea, Alina Vergara, Gabriela Pazos, Andrea Fioroni                                  |
| 8      | USA  | Patricia Shea, Yolanda Hightower, Mary Koboldt, Marcia Pankratz, Cheryl van Kuren, Diane Bracalente, Elizabeth Beglin, Marcella von Schottenstein, Sandra Van der Heyden, Tracey Fuchs, Sheryl Johnson, Sandra Costigan, Christy Morgan, Barbara Marois, Megan Donnelly, Donna Lee                     |

## Medaillespiegel
| Plaats | Land                     | NOC    | Goud | Zilver | Brons | Totaal |
| ------ | ------------------------ | ------ | ---- | ------ | ----- | ------ |
| 1      | Australië                | AUS    | 1    | 0      | 0     | 1      |
| 1      | Groot-Brittannië         | GBR    | 1    | 0      | 0     | 1      |
| 3      | Bondsrepubliek Duitsland | FRG    | 0    | 1      | 0     | 1      |
| 3      | Zuid-Korea               | KOR    | 0    | 1      | 0     | 1      |
| 5      | Nederland                | NED    | 0    | 0      | 2     | 2      |
| Totaal | Totaal                   | Totaal | 2    | 2      | 2     | 6      |

Londen 1908 · 
Antwerpen 1920 · 
Amsterdam 1928 · 
Los Angeles 1932 · 
Berlijn 1936 · 
Londen 1948 · 
Helsinki 1952 · 
Melbourne 1956 · 
Rome 1960 · 
Tokio 1964 · 
Mexico-stad 1968 · 
München 1972 · 
Montréal 1976 · 
Moskou 1980 · 
Los Angeles 1984 · 
Seoel 1988 · 
Barcelona 1992 · 
Atlanta 1996 · 
Sydney 2000 · 
Athene 2004 · 
Peking 2008 · 
Londen 2012 · 
Rio de Janeiro 2016 · 
Tokio 2020 · 
Parijs 2024 · 
Los Angeles 2028 
Medaillewinnaars
Atletiek · Badminton (demonstratie) · Basketbal · Boksen · Boogschieten · Gewichtheffen · Gymnastiek · Handbal · Hockey · Honkbal (demonstratie) · Judo · Kanovaren · Moderne vijfkamp · Paardensport · Roeien · Schermen · Schietsport · Schoonspringen · Synchroonzwemmen · Taekwondo (demonstratie) · Tafeltennis · Tennis · Voetbal · Volleybal · Waterpolo · Wielersport · Worstelen · Zeilen · Zwemmen